# دی‌کلسیم فسفات
دی‌کلسیم فسفات (به انگلیسی: Dicalcium phosphate) با فرمول شیمیایی CaHPO۴ یک ترکیب شیمیایی است. که جرم مولی آن ۱۳۶٫۰۶ g/mol می‌باشد. شکل ظاهری این ترکیب، پودر سفید است.
از آنجایی که این ترکیب با حذف دو پروتون از فسفریک اسید به دست می‌آید، نام آن حاوی پیشوند انگلیسی «-de» که در شیمی آن را به معنی آب زدایی شده می‌شناسند، است. 

این ترکیب همچنین با نام «dibasic calcium phosphate» نیز شناخته می‌شود. کاربردهای این ماده به صورت ماده افزودنی به مواد غذایی، عامل براق کننده در برخی از خمیردندان‌ها و زیست‌ماده است.